# Hieracium puschlachtae
Hieracium puschlachtae là một loài thực vật có hoa trong họ Cúc. Loài này được (Pohle & Zahn) Üksip ex Schljakov mô tả khoa học đầu tiên năm 1987.